# 야쿠모역
야쿠모역(일본어: 八雲駅 야쿠모에키[*])은 일본 홋카이도 후타미 군 야쿠모정에 있는 홋카이도 여객철도 하코다테 본선의 철도역이다. 이웃한 와시노스 역이 2016년 3월 26일에 신호장으로 격하됨에 따라 야쿠모 역이 홋카이도내 최서단 역이 되었다.

## 역 구조
2면 3선의 복합식 승강장이 있는 지상역으로, 역사 방향의 단선 승강장과 안쪽에 섬식 승강장이 있는 구조다. 1번 승강장과 3번 승강장 사이에는 승강장이 없는 2번선이 있으며 주로 화물 열차가 대피시에 사용한다. 4번 승강장 역시 주로 화물 열차의 대피용으로 사용되며, 모리 행 상행 막차에 한하여 여객 열차가 착발한다.
역사는 콘크리트 건물이다. 유인역(사원 배치)이나 이른 아침이나 야간에는 역무원이 없다. 동절기에는 당직 근무를 하며, 창구의 영업 시간은 7시부터 21시까지다.

### 승강장
| 1 | ■ 하코다테 본선 | 모리 · 오누마 · 하코다테 · 우에노 방면         |
| 3 | ■ 하코다테 본선 | 군누이 · 오샤만베 · 히가시무로란 · 삿포로 방면 |
| 4 | ■ 하코다테 본선 | 모리 행 (막차)                                 |

## 역 주변
- 야쿠모 정사무소
- 야쿠모 역전 우편국
- 홋카이도 야쿠모 고등학교
- 야쿠모 정립 야쿠모 중학교
- 야쿠모 정립 도서관
- 항공자위대 야쿠모 주둔지
- 야쿠모 종합병원

## 이용 상황
| 연도   | 연도   | JR 홋카이도 | JR 홋카이도 | 비고 |
| 연도   | 연도   | 합계        | 1일 평균    | 비고 |
| ------ | ------ | ----------- | ----------- | ---- |
| 1997년 | 승하차 | 173,130     | 474         |      |
| 1998년 | 승하차 | 176,730     | 484         |      |
| 1999년 | 승하차 | 187,152     | 513         |      |
| 2000년 | 승하차 | 175,667     | 480         |      |
| 2001년 | 승하차 | 177,834     | 487         |      |
| 2002년 | 승하차 | 167,862     | 460         |      |
| 2003년 | 승하차 | 160,230     | 439         |      |
| 2004년 | 승하차 | 153,152     | 418         |      |
| 2005년 | 승하차 | 151,502     | 415         |      |
| 2006년 | 승하차 | 144,867     | 397         |      |
| 2007년 | 승하차 | 120,099     | 329         |      |
| 2008년 | 승하차 | 115,218     | 315         |      |

## 역사
- 1903년 11월 3일 - 홋카이도 철도의 일반역으로 개업.
- 1907년 7월 1일 - 홋카이도 철도 국유화.
- 1984년 2월 1일 - 화물 취급 폐지.
- 1985년 3월 14일 - 소화물 취급 폐지.
- 1987년 4월 1일 - 일본국유철도 분할 민영화로 홋카이도 여객철도가 계승.
- 2007년 10월 - 역 번호 부여. H54.

## 인접한 역
| 홋카이도 여객철도 하코다테 본선 | 홋카이도 여객철도 하코다테 본선 | 홋카이도 여객철도 하코다테 본선 |
| ------------------------------- | ------------------------------- | ------------------------------- |
| H55 야마코시 하코다테 방면      | ■ 하코다테 본선                 | H52 야마사키 오샤만베 방면      |